# Griete van Naaldwijk
Griete van Naaldwijk (geboren 1398; gestorben 21. Oktober 1424 in Diepenveen) war eine niederländische Ordensfrau im Kloster Diepenveen.

## Leben
Griete van Naaldwijk wurde 1398 geboren. Sie war die Tochter von Hendrik van Naaldwijk, Marschall des Grafen von Holland, und Katharina van Heenvliet und hatte fünf Geschwister. Ihr Vater war ein bedeutender Höfling, ihre Mutter eine Tochter der hochadligen Familie Van Heenvliet. Grietes Lebensgeschichte ist eingebettet in die Vita ihrer älteren Schwester Katharina, abgedruckt im Schwesternbuch von Diepenveen. Ihre Schwester Katharina die 1412 in Diepenveen, dem erste Frauenkloster der Devotio moderna unter der Priorin Salome Sticken, eingetreten war, fragte Grietes Vater sie, ob sie ebenfalls Schwester werden wolle. Ihre Eltern hatten Angst, so das Schwesternbuch, dass ihre Tochter als reiche Erbin entführt werden könnte. Griete war bei der Profess von Katharina anwesend und vom Klosterleben so beeindruckt, dass sie dort bleiben wollte. Aufgrund ihres schwachen Gesundheitszustandes wurde sie für die anspruchsvolle Tätigkeit als Chorschwester, mit den Gebetsstunden, als nicht geeignet erachtet und nur als Konversin, also als Laienschwester, aufgenommen. Ihre Mutter, die Dame von Naaldwijk, war mit dieser bescheidenen Stellung ihrer Tochter zufrieden, was der Autor der Vita als Zeichen großer Frömmigkeit ansah. Am 24. Juni 1414 trat Griete in das Kloster Diepenveen ein. Sie war zu der Zeit 16 Jahre alt.
Im Kloster kam Griete von Naaldwijk unter die Obhut ihrer Schwester Katharina. Beide waren bestrebt, ihre Bescheidenheit zu zeigen. Sie trugen ärmliche und schmutzige Gewänder und Griete erledigte hauptsächlich Hausarbeiten und arbeitete beispielsweise als Gehilfin in der Bäckerei. Als sie eine schwere Pfanne am Festtag des Heiligen Jakob, dem 25. Juli 1424 hob, erlitt Griete eine schwere innere Blutung und wurde bettlägerig. Sie fragte am Tag der Elftausend Jungfrauen, dem 21. Oktober, wer all die Frauen mit den weißen Gesichtern seien, die sich um ihr Bett versammelt hätten. Es waren zu der Zeit jedoch kaum Schwestern anwesend, so wurde im Schwesternbuch festgehalten, dass es sich um die heiligen Jungfrauen gehandelt haben müsse, die Griete besonders verehrt hatte. Griete van Naaldwijk starb während des Hochamts am Fest der Elftausend Jungfrauen im Jahr 1424.